# Ломинадзе, Нодар
Нода́р Ломина́дзе (груз. ნოდარ ლომინაძე; род. 4 апреля 2002 года, Озургети) — грузинский футболист, полузащитник тбилисского клуба «Динамо», выступающий на правах аренды за «Дила».

## Клубная карьера
Ломинадзе — воспитанник клубов «Мерцхали», «Рустави» и тбилисского «Динамо». 4 декабря 2021 года в матче против тбилисского «Локомотива» Нодар дебютировал в составе последних.
В июне 2022 года на правах аренды перешёл в тбилисский клуб «Гагра». 29 июня в поединке против «Сабуртало» он дебютировал и забил первый гол за новую команду. Зимой 2023 года был арендован «Самгурали». 26 февраля в поединке против «Гагры» Нодар дебютировал за клуб в Эровнули лига.

## Международная карьера
В 2023 году в составе молодёжной сборной Грузии Ломинадзе принял участие в молодёжном чемпионате Европы. На турнире он сыграл в матчах против Португалии, Бельгии и Нидерландов.
В 2025 году в составе молодёжной сборной Грузии Ломинадзе принял участие в молодёжном чемпионате Европы. На турнире он сыграл в матчах против Польши, Франции и Португалии.